# Verrallina agrestis
Verrallina agrestis är en tvåvingeart som beskrevs av Philip James Barraud 1931. Verrallina agrestis ingår i släktet Verrallina och familjen stickmyggor. Inga underarter finns listade i Catalogue of Life.